# Woonsocket (Dél-Dakota)
Woonsocket település az Amerikai Egyesült Államok Dél-Dakota államában, Sanborn megyében, melynek megyeszékhelye is. Lakosainak száma 631 fő (2020. április 1.).

## Népesség
A település népességének változása:

| 2010 | 655 |
| 2020 | 631 |